# Lagadigodh
Lagadigodh – gaun wikas samiti we wschodniej części Nepalu w strefie Sagarmatha w dystrykcie Siraha. Według nepalskiego spisu powszechnego z 2001 roku liczył on 548 gospodarstw domowych i 3377 mieszkańców (1612 kobiet i 1765 mężczyzn).